# Czesław Staciwa
Czesław Staciwa (ur. 6 lipca 1931 w Wilczkowicach, zm. 2 lutego 2020) – polski socjolog, pułkownik WP, profesor nauk humanistycznych.

## Życiorys
Od 1949 w ludowym Wojsku Polskim. Absolwent łódzkiej Oficerskiej Szkoły Piechoty, którą kończy w 1951 roku i pełni służbę jako inspektor w sekcji politycznej 4 pułku saperów w Gorzowie Wielkopolskim, następnie wykłada przedmioty społeczno-polityczne w Oficerskiej Szkole Łączności i Oficerskiej Szkole Topografów. W 1961 roku ukończył studia na Wydziale Pedagogicznym Wojskowej Akademii Politycznej im. Feliksa Dzierżyńskiego. Doktorat uzyskał w 1966 roku, habilitację w 1973 roku, a tytuł profesora nadzwyczajnego otrzymał w 1982 roku.
Pracownik naukowo-badawczy Zespołu Badań Socjologicznych Głównego Zarządu Politycznego WP (1961-1971). Kierownik Zakładu (1971-1972) oraz zastępca komendanta Instytutu Badań Społecznych WAP (1973-1974). W latach 1977–1983 szef Katedry Nauk Społeczno-Politycznych Akademii Sztabu Generalnego WP. W latach 1983–1990 komendant Instytutu Badań Społecznych WAP. W okresie 1990–1991 wykładowca w Akademii Obrony Narodowej. W 1991 zakończył zawodową służbę wojskową i przeszedł w stan spoczynku.
Członek PZPR (1951-1990), członek Zespołu Socjologów przy Komitecie Centralnym PZPR (1980-1990). W grudniu 1985 został członkiem Zespołu do rozpatrzenia i przygotowania propozycji dotyczących uzupełnień i zmian w "Statucie PZPR" przed X Zjazdem PZPR, który odbył się w lipcu 1986.   Członek Polskiego Towarzystwa Socjologicznego (od 1963 roku), członek Stowarzyszenia Archiwistów Polskich (członek Rady Głównej, przewodniczący Komisji Kwalifikacyjnej).
Po przejściu do rezerwy aktywnie uczestniczył w pracach Polskiego Towarzystwa Socjologicznego oraz Instytutu Naukowego im. generała Edwina Rozłubirskiego. W 1993 roku wstępuje do ZBŻZiORWP i w Kole nr 25 przy AON przez 3 kadencje pełni funkcję prezesa koła. Za działalność w Związku wyróżniony odznakami honorowymi „Za Zasługi dla ZBŻZ" oraz "Za Zasługi dla ZBŻZiORWP”, a także wpisem do honorowej księgi organizacji mazowieckiej związku.
Pochowany na starym cmentarzu na Służewie przy ul. Fosa w Warszawie.

## Wybrane odznaczenia
- Krzyż Kawalerski Orderu Odrodzenia Polski
- Medal Komisji Edukacji Narodowej
- Odznaka tytułu Zasłużony Nauczyciel PRL

## Wybrane publikacje
- Z zagadnień psychologii religii (1967)
- Wybrane zagadnienia socjologii wojska (1969, współautor)
- Młodzież a wojsko (1971, współautor)
- Wojsko w świadomości społecznej (1976)
- Doktryna wojenna (1983, współautor)